# Diócesis de Dacia
La diócesis de Dacia (Latín: Dioecesis Daciae) era una diócesis del Imperio Romano Tardío, en la zona de la actual Bulgaria occidental, Serbia central, Montenegro, Albania septentrional y Macedonia septentrional. Estaba subordinada a la prefectura del pretorio de Iliria. Su capital estaba en Serdica (la actual Sofía).

## Historia

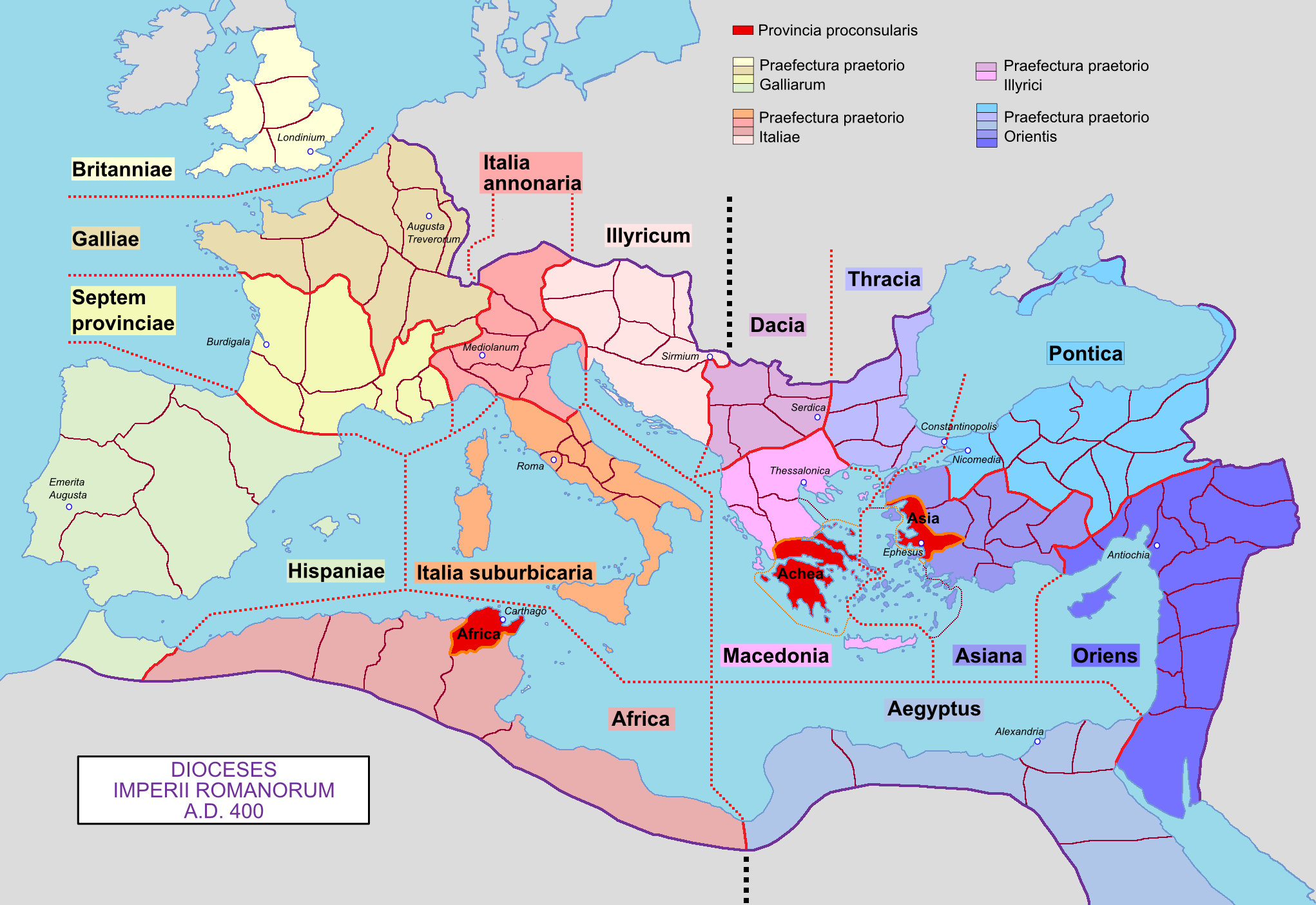
Diócesis romanas hacia el año 400

### Origen del Nombre
El emperador Aureliano (270-275), enfrentado a la secesión de Galia e Hispania del imperio desde el año 260, con el avance de los Sasánidas en Asia y las devastaciones que los carpianos y los godos habían creado en Mesia e Iliria, abandonó la provincia de Dacia creada por Trajano y retiró por completo sus tropas, fijando la frontera romana en el Danubio. Se organizó una nueva Dacia Aureliana al sur del Danubio desde Mesia central, con su capital en Serdica.
El abandono de Dacia Traiana por los romanos es mencionado por Eutropio en su Breviarium historiae Romanae, libro IX :

La provincia de Dacia, que Trajano había formado más allá del Danubio, la abandonó, desesperado, después de que Iliria y Mesia se hubieran despoblado, de poder retenerla. Los ciudadanos romanos, alejados de la ciudad y de las tierras de Dacia, se establecieron en el interior de Mesia, llamando a esa Dacia que ahora divide a los dos Moesiae, y que se encuentra a la derecha del Danubio al llegar al mar, mientras que Dacia estaba antes a la izquierda.
Eutropio

### Creación
Durante las reformas administrativas de Diocleciano (284-305), se creó la diócesis de Mesia, que abarcaba la mayor parte de los Balcanes centrales y la península griega. Sin embargo, más tarde, probablemente en tiempos de Constantino el Grande (306-337) la diócesis se dividió en dos, formando la diócesis de Macedonia en el sur y la Diócesis de Dacia, en el norte.
La Diócesis de Dacia estaba compuesta por cinco provincias: Dacia Mediterranea (la parte sur, interior de Dacia Aureliana), Dacia Ripensis (la parte norte, danubiana de Dacia Aureliana), Moesia Prima (la parte norte de Mesia), Dardania (la parte sur de Mesia) y Praevalitana (la parte este de Dalmacia).
La capital de la diócesis estaba en Serdica (la actual Sofía). La administración de la diócesis estaba encabezada por un vicario. Según el Notitia dignitatum (un documento de la cancillería imperial de principios del siglo V), el vicario tenía el rango de vir spectabilis.
La diócesis fue transferida al Imperio romano de Occidente en 384 por Teodosio I, probablemente en compensación parcial a la emperatriz Justina por su reconocimiento de la usurpación de Magno Clemente Máximo en el Imperio galo. Sin embargo, a su muerte en 395, volvió al Imperio romano de Oriente, formando, junto con la diócesis de Macedonia al sur, la prefectura del pretorio de Iliria.

### Destrucción
El territorio de la diócesis fue devastado por los hunos a mediados del siglo V y finalmente invadido por los ávaros y los eslavos a finales del siglo VI y principios del VII.